# دنيس وايز
دنيس وايز (بالإنجليزية: Dennis Wise)‏ مواليد 16 ديسمبر 1966 في إنجلترا، هو لاعب كرة قدم إنجليزي دولي سابق كان يلعب كلاعب وسط. لعب خلال مسيرته 593 مباراة سجل خلالها 95 هدفاً.

## مرحلة الشباب

### أندية لعب لها
- نادي ساوثهامبتون

## المسيرة الاحترافية

### أندية لعب لها
- تشيلسي
- ليستر سيتي
- نادي ميلوول
- نادي ساوثهامبتون
- كوفنتري سيتي

## روابط خارجية
- دنيس وايز على موقع الاتحاد الأوربي (الإنجليزية)
- دنيس وايز على موقع قاعدة بيانات كرة القدم.إي يو (الإنجليزية)
- دنيس وايز على موقع ناشيونال فوتبول تيمز (الإنجليزية)
- دنيس وايز على موقع Soccerbase.com (لاعب) (الإنجليزية)
- دنيس وايز على موقع Soccerbase.com (مدرب) (الإنجليزية)
- دنيس وايز على موقع عالم كرة القدم.نت (الإنجليزية)